# فيكتوريا مورتون
فيكتوريا مورتون (بالإنجليزية: Victoria Morton)‏ هي رسامة بريطانية، ولدت في 1971.